# Sherlock Holmes: The Awakened (2007)
Sherlock Holmes: The Awakened (укр. Ше́рлок Го́лмс: Пробуджений; в російській локалізації — Шерлок Холмс и секрет Ктулху) — пригодницький квест, розроблений компанією Frogwares і випущений Focus Home Interactive у 2007 році. Гра з'єднує дві художні всесвіти: розповіді про Шерлока Холмса і міфи Ктулху Говарда Лавкрафта.
Є третьою грою в серії «Пригоди Шерлока Холмса».

## Сюжет
Шерлок Голмс знову сумує без цікавої справи. Доктор Ватсон повідомляє, що у його пацієнта, капітана Стенвік, пропав слуга-індієць. Шерлок береться за розслідування, і з'ясовує, що за останній час зникло безліч, здавалося б, незв'язаних між собою людей.
Детективам належить побувати в похмурих завулках Лондона, Швейцарії і Новому Орлеані, щоб знайти сліди таємничої секти, що поклоняється древньому морському демону на західних берегах Шотландії.

## Ігровий процес
На відміну від перших двох ігор серії, дія відбувається в повному 3D-оточенні, на відміну від класичних квестів, де об'ємні персонажі переміщаються мальованими фонами. Вид — від першої особи, можливе управління як мишею, так і клавіатурою, що дуже зближує квест з шутерами. У грі існують традиційний інвентар, тека для документів та карта відвіданих локацій.
«Золоте видання» гри в 2008 році дало можливість грати з видом від третьої особи, як у класичних квестах.

## Огляди
Гра отримала гарні оцінки критиків та гравців. Геймери позитивно відгукувалися про скорочення вікторин, не всіх задовольнити в другій грі серії. Також зазначалась зручність та «чарівність» управління як клавіатурою, так і мишею. Нарешті, деяких критиків порадувало те, що персонажі стали бути схожими на реальних людей, а не на «отаких роботів, механізмів з розслідування злочинів».
«Ігроманія» поставила квесту 7,5 балів з 10, назвавши його «неоднозначною, але вкрай цікавою грою». Досить позитивно була оцінена і російська локалізація.

## Цікаві факти
- Епізодичними персонажами гри є професор Моріарті і молодий Еркюль Пуаро.
- Ім'я Ктулху жодного разу не згадано — ні в оригінальній назві ігри, ні в діалогах героїв, з усім тим, в самій грі містяться численні відсилання на даний вигадане божество.
- У лондонських доках головні герої незбагненним чином зустрічають листоноші, одягненого у форму Американської Поштової служби[8].